# Erotica (песня)
Erotica — (англ. Эротика) — песня американской певицы Мадонны из её одноимённого пятого студийного альбома (1992). Она была написана и спродюсирована Мадонной и Шепом Петтибоном, с дополнительным написанием Энтони Шимкиным. В Австралии и большинстве европейских стран песня была выпущена в качестве ведущего сингла альбома 29 сентября 1992 года; в США она должна была выйти на следующий день, но после утечки и проигрывания на нескольких радиостанциях дата релиза была отложена до 13 октября. Песня продолжила исследование Мадонной устного вокала, которое она представила в «Justify My Love» (1990). Поп-хип-хоп и танцевальная песня с влиянием Ближнего Востока, её тексты повествуют о садомазохизме, где певица использует alter ego Диту и приглашает своего возлюбленного быть покорным, пока она занимается с ним любовью.
После выпуска «Erotica» была в целом хорошо принята музыкальными критиками, некоторые считали её одной из самых мрачных и экспериментальных песен Мадонны; в ретроспективных обзорах эта песня теперь считается одним из её лучших синглов. Она хорошо зарекомендовала себя в коммерческом плане, дебютировав на 13-м месте в американском чарте Billboard Hot 100, став одним из самых высоких дебютов в истории чарта в то время, и достигнув пика на третьем месте. Она также имела успех в чарте Hot Dance Club Play, где достигла первой позиции. За рубежом песня также была успешной, достигнув пика в топ-10 нескольких стран, включая Великобританию, Австралию, Данию и Португалию. В Финляндии, Венгрии, Италии и Греции она достигла пика на первом месте.
Сопутствующий музыкальный клип был снят Фабьеном Бароном и включает сцены Мадонны, одетой как доминатрикс в маске, перемежаемые кадрами создания её книги Секс; он сочетается с выступлениями Наоми Кэмпбелл и Изабеллы Росселлини, среди прочих. Видео было весьма спорным, его транслировал MTV всего три раза, все после 22:00, прежде чем его полностью запретили. Мадонна включала «Erotica» в четыре своих концертных тура, последний из которых — The Celebration Tour 2023—2024. Он также был включён в сборники Мадонны GHV2 (2001) и Celebration (2009), и был перепет и пародирован несколькими артистами, включая Джули Браун и Сандру Бернхард.

## О песне
Сингл «Erotica» дебютировал под номером 13 в хит-параде Billboard Hot 100 американского журнала «Billboard», переместившись на позицию #3 на второй неделе нахождения в чарте, в общей сложности сингл продержался в чарте 18 недель. Сингл «Erotica» достиг высоких позиций в истории Billboard Hot 100, достигая при его пиковом положении позиции #2 (позиция #4 в хит-параде Hot 100 Singles Sales). Несмотря на относительно короткий срок положения песни в хит-параде, сингл сравнивают с другими выпущенными хитами Мадонны. Таким образом, сингл «Erotica» был удостоен награды «Золото», врученной RIAA.
Существует 3 версии песни «Erotica»: первая — альбомная версия, вторая — названа «Erotic» (Эротический), версия вошла в книгу, написанную Мадонной — «Секс». Трек включает цитаты из книги певицы. Ремикс песни «Erotica» Уильяма Орбита — (titled WØ 12") также использует цитаты из песни «Erotic». Третья версия — оригинальная демоверсия песни, которая до сих пор остается невыпущенной. Текст третьей версии песни отличается от оригинала. Вступительная часть песни начинается со слов: «Моё имя — Дита» (англ. My name — Dita). Дита — персонаж, придуманный Мадонной под впечатлением от образа киноактрисы 30-х годов Диты Парло и представляющий собой одно из её альтер эго. в третью версию песни вступительная цитата не включена. Хор в песне также существенно отличен от оригинала.
В концертном турне Мадонны 2006 года «Confessions», Мадонна совместно с музыкальным продюсером Стюартом Прайсом, создали ремикс песни «Erotica», в котором был использован демо-хор, а также слова из текста первого сингла певицы «Everybody». В концертной версии были использованы строки из различных песен, а также хор с оригинальной альбомной версии (Erotic/Erotic/Put) (Твои руки повсюду на моём теле). Введение в песню альбомной версии начинается со слов: «Erotica/Romance/Erotica/I’d» (Я хотела бы ввести тебя в транс). Сингл «Erotica», исполненный в турне певицы «Confessions», большинству поклонников известен как «You Thrill Me» (Ты возбуждаешь меня) после прослушивания его уникального хора:
You thrill me/Surround me, you fill me/You send me/You put me in a trance
You fill me/Inside me you take me/You thrill me/You put me in a trance
В альбомную версию песни «Erotica» включён образец сингла 1974 года «Jungle Boogie», в исполнении американской группы Kool & the Gang.
«Erotica» также стал ремиксом, созданным Уильямом Орбитом, кто позже сотрудничал с Мадонной при записи ремиксов на свои композиции и выступил основным продюсером альбома певицы 1998 года — «Ray of Light».
В турне певицы Мадонны «I'm Going to Tell You a Secret» и CD записей с турне — «Confessions» 2006 года, одним из композиторов для написания песни стал Энтони Шимкин (англ. Antony Shimkin).
Хор к песне «Erotica» часто неверно истолковывается, и часто используется в качестве примера песенной лирики, в которой допущены речевые ошибки. Слова «Erotic/Erotic/Put» («Твои руки везде на моём теле»), часто заменяются «Bill Oddie/Bill Oddie/Put» («Билл Одди, твои руки везде на моём теле»). Билл Одди — британский комедиант и ведущий программы о живой природе.

## Музыкальное видео
Музыкальное видео на песню «Erotica», одно из самых скандальных видеоклипов певицы. Основным продюсером клипа выступил Фабиан Бэррон (англ. Fabien Baron), известный также как модный фотограф. На американском музыкальном канале MTV видеоклип не показывался в прямом эфире из-за содержания, носящего насыщенный сексуальный характер. В конечном счете клип стал вторым по рейтингу видеоклипов Мадонны, запрещённым для показа по телевидению. Существует две версии видео. Первая — стандартная версия, не содержащая кадров, показывающих наготу тела певицы. Версия была выпущена в Соединённых штатах. Вторая версия видео — была выпущена только в Европе и Австралии, и содержала видимую во всех деталях наготу певицы Мадонны и вариации в редактировании.
Фотосессия Фабиана Бэррона для видеоклипа «Erotica» проходила в Майами. После выпуска книги, написанной певицей «Секс», фотографии с фотосессии Бэррона, были включены в книгу певицы, а также певица представляла их в Нью-Йорке, использованных в особом фильме, включившим музыку из французских кинофильмов в стиле 1920-х и 30-х годов, включая песни знаменитых французских певцов и певиц того времени, таких как Эдит Пиаф, Морис Шевалье, Шарль Трене и Жозефина Бэйкер. Этот фильм певица представила только своим близким друзьям. Информация об этом просочилось до публики и в прессу, в результате чего был составлен договор с транснациональной компанией, предоставляющей услуги в областях интернет-аукционов — eBay, о создании копий фильма для продажи в интернет-аукционах. Сегодня этот фильм, известен, как «Sex Book Video». Приобрести фильм достаточно сложно. Его средняя стоимость составляет около 500 долларов США.
«Erotica» на сервисе YouTube

## Официальные версии песни «Erotica»
- Album Version
- Album Version — Instrumental
- Album Edit
- Kenlou B-Boy Remix
- Kenlou B-Boy Instrumental
- Madonna’s In My Jeep Mix
- Jeep Beats Dub
- Underground Club Mix
- Masters At Work Dub
- Bass Hit Dub
- House Instrumental
- Underground Tribal Beats
- Remixses Masters At Work

1. «Kenlou B-Boy Remix» версия песни, была представлена Мадонной в 1993 году в турне певицы — «Girlie Show Tour».

## Официальные версии песни «Erotic»
1. Album Version
2. Album Edit
3. Уильям Орбит — Remix
4. Уильям Орбит — Dub

## Участники записи
- Мадонна  - вокал , автор песен , продюсер
- Шеп Петтибон  - автор песни, продюсер, секвенирование , клавишные , программирование
- Энтони Шимкин - автор песни, секвенирование, клавишные, программирование
- Джо Московиц - клавишные
- Деннис Митчелл - звукорежиссёр
- Робин Хэнкок - звукорежиссёр
- Джордж Каррас - сведение

## Charts
| Chart (1992)                            | Peak position |
| --------------------------------------- | ------------- |
| Australia ARIA Singles Chart            | 4             |
| Austrian Singles Chart                  | 15            |
| Canadian Singles Chart                  | 13            |
| Dutch Top 40                            | 8             |
| European Hot 100 Singles                | 1             |
| French SNEP Singles Chart               | 23            |
| German Singles Chart                    | 13            |
| Italian FIMI Singles Chart              | 1             |
| Irish Singles Chart                     | 4             |
| Japanese Oricon International Singles   | 2             |
| New Zealand Singles Chart               | 3             |
| Norwegian VG-lista Singles Chart        | 2             |
| Spanish Singles Chart                   | 4             |
| Swedish Singles Chart                   | 3             |
| Swiss Singles Chart                     | 8             |
| UK Singles Chart                        | 3             |
| U.S. Billboard Hot 100                  | 3             |
| U.S. Billboard Hot Dance Club Play      | 1             |
| U.S. Bubbling Under R&B/Hip-Hop Singles | 16            |

| Чарт (1992)              | Место |
| ------------------------ | ----- |
| Australian Singles Chart | 54    |
| Italian Singles Chart    | 13    |

| Страна | Сертификат |
| ------ | ---------- |
| США    | золотой    |